# Limotettix striola
Limotettix striola is een insect behorend tot de Dwergcicaden. Hij leeft op bladeren van Cyperaceae. Larven en imagines leven vrij op de bladeren.

## Kenmerken
Volwassen exemplaren hebben een lengte van 3,5 tot 5,0 mm. Hij is groengeel met een donkere zwarte band die over het hoekpunt tussen de ogen loopt. Hiervoor loopt een lichtere streep die de ocelli verbindt. De mannetjes hebben aan de voorkant van het pronotum vaak een paar donkere vlekken, net als de basis van het schildje.

## Waardplanten
Limotettix striola komt voor op:
- Eleocharis palustris (Gewone waterbies)
- Eleocharis uniglumis (Slanke waterbies)
- Schoenoplectus (Bies)
- Trichophorum